# Josef Hammes
Josef Hammes (* 3. März 1890 in Binsfeld; † 30. November 1963 in Remagen) war ein deutscher Landrat im Landkreis Bitburg.

## Herkunft und Leben
Nachdem er nach Ende seiner schulischen Ausbildung ein Studium der Rechts- und Staatswissenschaften absolviert hatte, nahm er am Ersten Weltkrieg teil und wurde dort schwer verwundet. Im Jahre 1927 wurde er als Politiker der Zentrumspartei zum kommissarischen Bürgermeister von Morsbach ernannt, dem 1928 die einstimmige Wahl auf zwölf Jahre zum hauptamtlichen Bürgermeister folgte. Ab dem Jahr 1929 erschienen in der vom Reichsleiter der NSDAP Robert Ley gegründeten Zeitung, dem Oberbergischen Boten, Schmähartikel mit Beleidigungen und Verleumdungen gegen Josef Hammes, indem ihm u. a. vorgeworfen wurde, dass er zu Falschaussagen anstiften und er selbstherrlich, rücksichtslos und nur zum eigenen Vorteil handeln würde. Ferner ist bekannt, dass Hammes Hitlerplakate von Anschlagsäulen abriss. Er bezeichnete den Oberbergischen Boten als Revolverblatt und forderte, dass gegen ihn gerichtete Verleumdungen richtig zu stellen seien. So erreichte er 1931, dass Verantwortliche des Blattes verurteilt wurden und das Gericht in seiner Urteilsbegründung feststellte, „dass Ansehen und Ehre des Bürgermeisters aufs Schwerste beeinträchtigt waren“.
Als nach den Gemeinderatswahlen 1933 die Deutsche Zentrumspartei in Morsbach die absolute Mehrheit behalten hatte, die NSDAP jedoch in den übrigen Kommunen stärkste Fraktion geblieben war und so den Kreistag kontrollierte, verbot man Hammes die weitere Ausübung seines Amtes. Nachdem er am 14. März 1933 zunächst ohne Rechtsgrundlage beurlaubt worden war und die Gauleitung der NSDAP festgestellt hatte, dass Hammes „ein erklärter Gegner des Nationalsozialismus“ sei, versuchte eine Gruppe Nationalsozialisten am 26. April 1933 in Hammes Wohnung einzudringen, um ihn in Schutzhaft zu nehmen. Die Nazis brachen zunächst gewaltsam die Tür zu dessen Wohnung auf, wobei auch geschossen wurde, ohne allerdings jemanden zu verletzen. Als Hammes jedoch schwere Herzkrämpfe erlitt, wie dies später ein Arzt feststellte, sah man von der weiteren Verhaftung ab. Allerdings kürzte man ihm jetzt seine Bezüge um die Hälfte und die Pensionsansprüche wurden ihm ganz aberkannt, was auch nach der abgewiesenen Klage vor Gericht im Jahr 1938 so blieb.
Hammes zog daraufhin nach Koblenz, wo er  bis 1945 lebte und als Privatsekretärin eine Halbjüdin beschäftigte. Am 24. oder 29. Oktober 1946 wurde er als kommissarischer Landrat des Landkreises Bitburg eingesetzt, dem am 1. Oktober 1948 die definitive Ernennung folgte. Am 30. November 1952 trat er in den Ruhestand.
Ab 1910 war er Mitglied der katholischen Studentenverbindung KDStV Alania Bonn. Später wurde er noch Mitglied der KAV Suevia Berlin.

## Auszeichnungen und Ehrungen
- Am 5. Juli 1960 wurde Hammes „für Verdienste um die Öffentlichkeit, für Aufbaubereitschaft und gewiß auch als Versöhnung um manches erlittene Leid der Diffamierung“ das Bundesverdienstkreuz 1. Klasse verliehen.[1]
- Am 27. Juli 2003 wurde vor dem Rathaus in Morsbach ein Gedenkstein zu Ehren von Josef Hammes, des letzten demokratisch gewählten Bürgermeisters der Gemeinde in der Weimarer Zeit, enthüllt.[1][2] Die Inschrift lautet:

„Für Dr. Josef Hammes, von 1927 bis 1933 Bürgermeister von Morsbach, der sich in schwerer Zeit dem Nationalsozialismus erwehrte. Für alle Bürgerinnen und Bürger unserer Gemeinde, die so dachten und so handelten wie er. Als Mahnung an künftige Generationen, den Feinden des Rechtsstaates und der Demokratie mutig entgegenzutreten“